# نارايانا غورو
نارايانا غورو (20 أغسطس 1856 - 20 سبتمبر 1928) هو فيلسوف هندي وزعيم روحي ومصلح اجتماعي. نظم حركة إصلاحية ضد الظلم المنتشر في مجتمعات مدينة كيرلا التي انتشرت الطبقية فيها من أجل تعزيز التنوير الروحي والمساواة الاجتماعية.

## سيرته الذاتية
ولد غورو، نانو عند الولادة، في 20 أغسطس 1856 لوالديه مادان أسان وكوتياما اللذان ينتميان إلى عائلة تنحدر من مجتمع إيزهافا من أطباء الأيورفيدا، في قرية تشيمبازهانثي بالقرب من ثيروفانانثابورام في ولاية ترافانكور السابقة. على النقيض من أفراد عائلة إيزهافا الآخرين الذين اقتصرت قراءتهم السنسكريتية على أعمال الأيورفيدا، درس غورو النصوص الدينية كذلك. تلقى تعليمه المبكر القائم على نظام غوروكولا بإشراف تشيمبازهانثي مورثا بيالي وخلال هذه الفترة توفيت والدته عندما كان عمره 15 عامًا. في سن 21، ذهب إلى وسط ترافانكور لتلقي تعليمه من رامان بيلاي أسان، وهو عالم سنسكريتي درّسه الفيدا والأوبانيشاد والأدب والخطاب المنطقي للسنسكريتية. عاد إلى قريته في عام 1881، عندما أُصيب والده بمرض شديد، وأنشأ مدرسة قروية حيث درّس الأطفال المحليين وأُطلق عليه اسم نانو أسان. بعد عام، تزوج كالياما ولكنه سرعان ما انفصلا وابتعد غورو عن الحياة الزوجية ليبدأ حياته العامة مصلحًا اجتماعيًا.
غادر غورو موطنه وسافر عبر كيرلا وتاميل نادو، وخلال هذه الرحلات، التقى تشاتامبي سواميكال، وهو مصلح اجتماعي وديني عرّف غورو على أيافو سواميكال الذي تعلم منه التأمل واليوغا. واصل رحلاته إلى أن وصل إلى كهف بيلاثادام في ماروثوامالا حيث أنشأ منسكًا ومارس التأمل واليوغا خلال السنوات الثماني التالية. في عام 1888، زار أروفيبورام حيث مارس التأمل أثناء فترة إقامته هناك، ونصب قطعة صخرية مأخوذة من النهر، والتي اعتبرها تجسيدًا للإله شيفا، فأصبح النصب منذ ذلك الحين معبد أروفيبورام شيفا. تسبب النصب الذي وضعه غورو، وأصبح يُعرف لاحقًا باسم أرافيبورام براتيشتا، بحدوث ضجة اجتماعية في أوساط الطبقة العليا، البراهمة، والتي شكك أفرادها بحق غورو في تكريس نصب للإله. رد غورو عليهم أن «هذا ليس شيفا البراهمة، بل شيفا إيزهافا» وأصبحت عبارته هذه فيما بعد اقتباسًا مشهورًا يُستخدم ضد الطبقية. في 15 مايو 1903، جرى تأسيس منظمة سري نارايانا دارما باريبالانا يوغام في نفس المنطقة، وذلك بجهود أدمانابهان بالبو، المعروف باسم الدكتور بالبو، وغورو رئيسًا مؤسسًا لها.
في عام 1904، اتخذ غورو من سيفاجيري مكان إقامة له، بالقرب من فاركالا حيث افتتح مدرسة استقبلت الأطفال من الطبقات الدنيا من المجتمع وقدم التعليم المجاني لهم بغض الظر عن طبقتهم. مع ذلك، استغرق بناء معبد هناك مدة سبع سنوات، إذ بُني معبد سارادا مات في عام 1912. أنشأ كذلك معابد في أماكن أخرى مثل تريشور وكالور وانشوثينغو وثالاسيري وكاليكوت ومانغلور، وذهب إلى العديد من الأماكن بما في ذلك سريلانكا (التي كانت تسمى آنذاك سيلان) حيث كانت زيارته الأخيرة في عام 1926. عند عودته إلى الهند، شارك في عدد من الأنشطة بما في ذلك التخطيط للحج السيفاجيري الذي بدأ العمل عليه بعد زيارته إلى بالاثورثي في عام 1927 لحضور الذكرى السنوية لمنظمة سري نارايانا دارما باريبالانا يوغام.
عقب مرور فترة وجيزة على الاجتماع في بالاثوروثي، والذي كان آخر مهمة عامة حضرها، أُصيب غورو بالمرض وخضع للعلاج في عدد من الأماكن مثل ألوفا وتريسور وبالاكاد، ليتوجه أخيرًا إلى تشيناي، حيث تلقى العلاج على يد العديد من الأطباء ومنهم أطباء أيورفيدا مثل تشولايل مامي فايدار وبانابالي كريشنا فايجار وثايكاوتو ديفاكاران، بالإضافة إلى أطباء إخلافيين مثل كريشنان ثامبي وبانيكير وبالبو، وطبيب أوروبي يُعرف باسم نوبل. عاد غورو إلى سارادا مات حيث توفي في 20 سبتمبر 1928 عن عمر يناهز 72 عامًا.

## إرثه

### مكافحة الطبقية
انتشرت الطبقية في ولاية كيرلا خلال القرن التاسع عشر وأوائل القرن العشرين وعانت مجتمعات الطبقة الدنيا مثل إزهافا والمجتمعات التي تمارس عقيدة حظر المساس مثل بارايار والقبائل وبولايار من التمييز الذي مارسه أفرادالطبقة العليا. في خطوة لمكافحة التمييز، شرع غورو بتنفيذ أول أعماله، والذي تمثل بتكريس نصب للإله سيفا في أروفيبورام في عام 1888. كرس خمسة وأربعين معبدًا عبر ولاية كيرلا وتاميل نادو. لم تنحصر تكريساته على نصب تقليدية للآلهة فقط، بل استخدم كذلك ألواحًا نُقٍش عليها عبارات الحقيقة والأخلاق والرحمة والحب وشيفا النباتي، بالإضافة إلى مرآة ومنحوتة لنحات إيطالي وغيرها من مختلف التكريسات الأخرى. نشر مُثل التعاطف والتسامح الديني وأحد أعماله الشهيرة، أنوكامبادسكم، الذي يمجد شخصيات دينية مختلفة مثل كريشنا وبوذا وآدي شانكارا ويسوع.

### فيكوم ساتياغراها
أقام أفراد الطبقة الدنيا احتجاجًا اجتماعيًا عُرف باسم فيكوم ساتياغراها، والذي كان ضد النبذ والتمييز في المجتمع الهندوسي في ترافانكور. يُشار إلى أن سبب الاحتجاج كان بسبب منع شخص من الطبقة العليا نارايانا غورو من المرور عبر طريق يؤدي إلى معبد فايكوم. دفع ذلك تلاميذ غورو، كوماران أسان ومولور إس بادمانابها بانيكر، إلى تأليف قصائد احتجاجًا على الحادث. طالب مادهافان، وهو تلميذ آخر، جمعية سري مولام الشعبية في عام 1918 الحصول على حقوق دخول المعبد والعبادة، وشكل مجموعة من الأشخاص من بينهم كيلابان وكيسافا مينون لجنة عُرفت باسم حركة كيرلا بارياتانام والتي حظيت بتأييد المهاتما غاندي، وتطور ذلك إلى حركة جماهيرية أدت إلى فتح المعبد للناس من جميع الطوائف فضلًا عن ثلاثة طرق تؤدي إليه، وكان للاحتجاج أثر على إعلان دخول المعبد في عام 1936.

### الحج السيفاجيري
طرح ثلاثة تلاميذ فكرة الحج السيفاجيري، وهم كيتان رايتر ومولودور بادمانبها وغوفيندان فايدار، وهو ما حظي بموافقة غورو في عام 1928 في إطار توصياته الخاصة.  اقترح أن تكون أهداف الحج هي تعزيز التعليم والنظافة والإخلاص لله والتنظيم والزراعة والتجارة والحرف اليدوية والتدريب التقني، ونصح فايدار ورايتر بتنظيم سلسلة من المحاضرات حول هذه الموضوعات للتأكيد على الحاجة إلى ممارسة هذه المثل العليا، وأشار إلى أن هذا هو الغرض الأساسي من الحج السيفاجيري. مع ذلك، أُقيمت رحلة الحج الأولى من إيلافومثيتا إلى منطقة باثانامثيتا بعد وفاته بفترة وجيزة من تأخير المشروع حتى عام 1932.

### مؤلفاته والفلسفة
نشر غورو 45 عملًا باللغات المالايالامية والسنسكريتية والتاميلية، بما في ذلك آتموباديسا ساتاكم، وهي قصيدة روحية تتألف من مئة بيت، ودايفا داساكا، صلاة عالمية من عشرة آيات. ترجم كذلك ثلاثة نصوص رئيسية، ثيروكورال للشاعر فاولوفار وأوبانيشاد إيشا وأوزهيفيل أودوكام لكانودايا فالالار. كان غورو من روج لشعار «طبقة واحدة ، دين واحد ، إله واحد للجميع»، والذي انتشر وشاع باعتباره قولًا مأثورًا في ولاية كيرلا. عزز كذلك فلسفة اللاثنائية لآدي سانكارا من خلال إدخالها حيز التنفيذ بإضافة مفاهيم المساواة الاجتماعية والأخوة العالمية.

### مؤتمر جميع الأديان
نظم غورو مؤتمر جميع الأديان في عام 1923 في آلواي أدفيتا أشرم، وأُفيد بأنه الحدث الأول من نوعه. كان المؤتمر محاولة للتصدي للتحولات الدينية التي تعرض مجتمع إزهافا لها، ووضع غورو رسالة عند مدخل المؤتمر، نصها: نجتمع هنا ليس للجدال والفوز، ولكن لنعرف ونتعلم. أصبح المؤتمر منذ ذلك الحين حدثًا سنويًا يجري تنظيمه كل عام في مدينة أشرم.